# 第四国际国际委员会
第四国际国际委员会（英語：International Committee of the Fourth International，缩写为ICFI）目前是两个托洛茨基主义国际组织的名称。这两个组织有共同的起源，但目前都是独立的组织。其中一个以美国的社会主义平等党为首，办有世界社会主义网站。另一个与英国的工人革命党有关。由于后者已经名存实亡，所以现在所称“第四国际国际委员会”一般指前者。

## 支部
- 社会主义平等党
- 加拿大 社会主义平等党
- 法國 社会主义平等党
- 德国 社会主义平等党
- 斯里蘭卡 社会主义平等党
- 土耳其 社会主义平等党
- 英国 社会主义平等党
- 美国 社会主义平等党

## 支持者
- 巴西 社会主义平等团体
- 社会主义平等团体
- 印度 ICFI/WSWS支持者
- 愛爾蘭 社会主义平等团体
- 新西兰 社会主义平等团体
- 巴基斯坦 马克思主义之声
- 羅馬尼亞 ICFI/WSWS支持者
- 俄羅斯  乌克兰 布尔什维克列宁主义者青年近卫军